# Gran Premio motociclistico del Brasile 2001
Il Gran Premio motociclistico di Rio 2001 corso sabato 3 novembre, è stato il sedicesimo e ultimo Gran Premio della stagione 2001 e ha visto vincere: la Honda di Valentino Rossi nella classe 500, Daijirō Katō nella classe 250 e Yōichi Ui nella classe 125.
La gara della classe 500 è stata interrotta dopo 4 giri a causa della pioggia; è ripartita per 20 giri, con la griglia di partenza determinata dall'ordine d'arrivo della prima parte di gara. La somma dei tempi delle due parti ha determinato il risultato finale.
Si tratta dell'ultima gara della storia per questa classe, presente nel motomondiale fin dalla sua prima edizione del 1949, dopo 580 Gran Premi dal 2002 viene sostituita dalla MotoGP.
Viene assegnato l'ultimo titolo iridato ancora non attribuito, quello della classe 125, se lo aggiudica Manuel Poggiali, primo sammarinese ad entrare nell'albo d'oro dei vincitori del motomondiale.

## Classe 500

### Arrivati al traguardo
| Pos | Nº | Pilota            | Squadra                    | Motocicletta | Giri | Tempo     | Griglia | Punti |
| --- | -- | ----------------- | -------------------------- | ------------ | ---- | --------- | ------- | ----- |
| 1   | 46 | Valentino Rossi   | Nastro Azzurro Honda       | Honda        | 24   | 45:57.414 | 5       | 25    |
| 2   | 7  | Carlos Checa      | Marlboro Yamaha            | Yamaha       | 24   | +0.143    | 7       | 20    |
| 3   | 3  | Max Biaggi        | Marlboro Yamaha            | Yamaha       | 24   | +6.980    | 10      | 16    |
| 4   | 4  | Alex Barros       | West Honda Pons            | Honda        | 24   | +19.053   | 12      | 13    |
| 5   | 65 | Loris Capirossi   | West Honda Pons            | Honda        | 24   | +20.655   | 2       | 11    |
| 6   | 6  | Norick Abe        | Antena 3 Yamaha-d'Antin    | Yamaha       | 24   | +20.829   | 9       | 10    |
| 7   | 28 | Àlex Crivillé     | Repsol YPF Honda           | Honda        | 24   | +27.894   | 14      | 8     |
| 8   | 10 | José Luis Cardoso | Antena 3 Yamaha-d'Antin    | Yamaha       | 24   | +45.110   | 15      | 8     |
| 9   | 56 | Shin'ya Nakano    | Gauloises Yamaha Tech 3    | Yamaha       | 24   | +2:25.532 | 4       | 7     |
| 10  | 5  | Garry McCoy       | Red Bull Yamaha WCM        | Yamaha       | 23   | +1 giro   | 13      | 6     |
| 11  | 9  | Leon Haslam       | Shell Advance Honda        | Honda        | 23   | +1 giro   | 18      | 5     |
| 12  | 15 | Sete Gibernau     | Telefonica Movistar Suzuki | Suzuki       | 23   | +1 giro   | 6       | 4     |
| 13  | 14 | Anthony West      | Dee Cee Jeans Racing       | Honda        | 22   | +2 giri   | 16      | 3     |
| 14  | 12 | Haruchika Aoki    | Arie Molenaar Racing       | Honda        | 22   | +2 giri   | 17      | 2     |
| 15  | 18 | Brendan Clarke    | Shell Advance Honda        | Honda        | 22   | +2 giri   | 20      | 1     |
| 16  | 1  | Kenny Roberts Jr  | Telefonica Movistar Suzuki | Suzuki       | 22   | +2 giri   | 3       |       |
| 17  | 21 | Barry Veneman     | Dee Cee Jeans Racing       | Honda        | 22   | +2 giri   | 21      |       |

### Ritirati
| Nº | Pilota                   | Squadra                 | Motocicletta | Giri | Griglia |
| -- | ------------------------ | ----------------------- | ------------ | ---- | ------- |
| 11 | Tōru Ukawa               | Repsol YPF Honda        | Honda        | 7    | 1       |
| 17 | Jurgen van den Goorbergh | Proton TEAM KR          | Proton KR    | 1    | 11      |
| 19 | Olivier Jacque           | Gauloises Yamaha Tech 3 | Yamaha       | 0    | 8       |

### Non partito
| Nº | Pilota        | Squadra             | Motocicletta | Griglia |
| -- | ------------- | ------------------- | ------------ | ------- |
| 41 | Noriyuki Haga | Red Bull Yamaha WCM | Yamaha       | 19      |

## Classe 250

### Arrivati al traguardo
| Pos | Nº | Pilota             | Squadra                     | Motocicletta | Giri | Tempo     | Griglia | Punti |
| --- | -- | ------------------ | --------------------------- | ------------ | ---- | --------- | ------- | ----- |
| 1   | 74 | Daijirō Katō       | Telefonica Movistar Honda   | Honda        | 22   | 43:38.212 | 2       | 25    |
| 2   | 5  | Marco Melandri     | MS Aprilia Racing           | Aprilia      | 22   | +0.508    | 7       | 20    |
| 3   | 15 | Roberto Locatelli  | MS Eros Ramazzotti Racing   | Aprilia      | 22   | +1.382    | 4       | 16    |
| 4   | 10 | Fonsi Nieto        | Valencia Circuit Aspar      | Aprilia      | 22   | +3.569    | 1       | 13    |
| 5   | 99 | Jeremy McWilliams  | MS Aprilia Racing           | Aprilia      | 22   | +3.846    | 3       | 11    |
| 6   | 31 | Tetsuya Harada     | MS Aprilia Racing           | Aprilia      | 22   | +11.032   | 5       | 10    |
| 7   | 7  | Emilio Alzamora    | Telefonica Movistar Honda   | Honda        | 22   | +14.786   | 11      | 9     |
| 8   | 44 | Roberto Rolfo      | Safilo Oxydo Race           | Aprilia      | 22   | +26.769   | 12      | 8     |
| 9   | 8  | Naoki Matsudo      | Petronas Sprinta Yamaha TVK | Yamaha       | 22   | +42.705   | 6       | 7     |
| 10  | 21 | Franco Battaini    | MS Eros Ramazzotti Racing   | Aprilia      | 22   | +45.602   | 9       | 6     |
| 11  | 50 | Sylvain Guintoli   | Equipe de France - Scrab GP | Aprilia      | 22   | +46.659   | 19      | 5     |
| 12  | 57 | Lorenzo Lanzi      | Campetella Racing           | Aprilia      | 22   | +55.054   | 18      | 4     |
| 13  | 81 | Randy de Puniet    | Equipe de France - Scrab GP | Aprilia      | 22   | +1:00.211 | 8       | 3     |
| 14  | 11 | Riccardo Chiarello | Aprilia Grand Prix          | Aprilia      | 22   | +1:04.153 | 14      | 2     |
| 15  | 22 | David de Gea       | Antena 3 Yamaha-d'Antin     | Yamaha       | 22   | +1:04.281 | 21      | 1     |
| 16  | 6  | Alex Debón         | Valencia Circuit Aspar      | Aprilia      | 22   | +1:04.807 | 10      |       |
| 17  | 66 | Alex Hofmann       | Racing Factory              | Aprilia      | 22   | +1:06.148 | 13      |       |
| 18  | 37 | Luca Boscoscuro    | Campetella Racing           | Aprilia      | 22   | +1:24.059 | 15      |       |
| 19  | 45 | Stuart Edwards     | Fujitsu Siemens             | Yamaha       | 21   | +1 giro   | 29      |       |
| 20  | 24 | Jason Vincent      | QUB Team Optimum            | Yamaha       | 21   | +1 giro   | 23      |       |
| 21  | 36 | Luis Costa         | Antena 3 Yamaha-d'Antin     | Yamaha       | 21   | +1 giro   | 28      |       |
| 22  | 42 | David Checa        | Team Fomma                  | Honda        | 21   | +1 giro   | 20      |       |
| 23  | 18 | Shahrol Yuzy       | Petronas Sprinta Yamaha TVK | Yamaha       | 21   | +1 giro   | 16      |       |
| 24  | 23 | Cesar Barros       | Dark Dog Yamaha Kurz        | Yamaha       | 21   | +1 giro   | 27      |       |
| 25  | 27 | Shaun Geronimi     | Edo Racing                  | Yamaha       | 20   | +2 giri   | 25      |       |
| 26  | 14 | Katja Poensgen     | Shell Advance Honda         | Honda        | 20   | +2 giri   | 30      |       |

### Ritirati
| Nº | Pilota           | Squadra              | Motocicletta | Giri | Griglia |
| -- | ---------------- | -------------------- | ------------ | ---- | ------- |
| 9  | Sebastián Porto  | Dark Dog Yamaha Kurz | Yamaha       | 15   | 17      |
| 55 | Diego Giugovaz   | MS Aprilia Racing    | Aprilia      | 10   | 24      |
| 41 | Damaso Nacher    | PR2 - Damas          | Honda        | 8    | 31      |
| 16 | David Tomás      | By Queroseno Racing  | Honda        | 3    | 22      |
| 84 | Cristiano Vieira | Vaz Yamaha-d'Antin   | Yamaha       | 3    | 26      |

### Non qualificato
| Nº | Pilota          | Squadra             | Motocicletta |
| -- | --------------- | ------------------- | ------------ |
| 85 | Rafael Da Cunha | By Queroseno Racing | Honda        |

## Classe 125

### Arrivati al traguardo
| Pos | Nº | Pilota               | Squadra                  | Motocicletta | Giri | Tempo     | Griglia | Punti |
| --- | -- | -------------------- | ------------------------ | ------------ | ---- | --------- | ------- | ----- |
| 1   | 41 | Yōichi Ui            | L & M Derbi              | Derbi        | 21   | 46:47.181 | 1       | 25    |
| 2   | 16 | Simone Sanna         | Safilo Oxydo Race        | Aprilia      | 21   | +0.112    | 9       | 20    |
| 3   | 21 | Arnaud Vincent       | Team Fomma               | Honda        | 21   | +27.647   | 14      | 16    |
| 4   | 24 | Toni Elías           | Telefonica Movistar jnr  | Honda        | 21   | +32.325   | 4       | 13    |
| 5   | 54 | Manuel Poggiali      | Gilera Racing            | Gilera       | 21   | +37.646   | 5       | 11    |
| 6   | 15 | Alex De Angelis      | Matteoni Racing          | Honda        | 21   | +42.052   | 18      | 10    |
| 7   | 4  | Masao Azuma          | Liegeois Competition     | Honda        | 21   | +42.563   | 21      | 9     |
| 8   | 18 | Jakub Smrž           | Budweiser Budvar Hanusch | Honda        | 21   | +42.642   | 8       | 8     |
| 9   | 8  | Gianluigi Scalvini   | Italjet Racing           | Italjet      | 21   | +42.867   | 20      | 7     |
| 10  | 39 | Jaroslav Huleš       | Matteoni Racing          | Honda        | 21   | +43.854   | 15      | 6     |
| 11  | 25 | Joan Olivé           | Telefonica Movistar jnr  | Honda        | 21   | +1:11.667 | 7       | 5     |
| 12  | 10 | Jarno Müller         | PEV-Spalt-ADAC Sachsen   | Honda        | 21   | +1:11.675 | 24      | 4     |
| 13  | 5  | Noboru Ueda          | FCC-TSR                  | TSR-Honda    | 21   | +1:18.050 | 17      | 3     |
| 14  | 22 | Pablo Nieto          | L & M Derbi              | Derbi        | 21   | +1:50.142 | 28      | 2     |
| 15  | 19 | Alessandro Brannetti | Team Crae                | Aprilia      | 21   | +1:56.893 | 26      | 1     |
| 16  | 77 | Adrián Araujo        | Liegeois Competition     | Honda        | 21   | +2:01.428 | 30      |       |
| 17  | 17 | Steve Jenkner        | LAE - UGT 3000           | Aprilia      | 21   | +2:05.356 | 12      |       |
| 18  | 12 | Raúl Jara            | MS Aprilia LCR           | Aprilia      | 21   | +2:09.956 | 23      |       |
| 19  | 48 | Leandro Panades      | Racing Team Panades      | Honda        | 21   | +2:10.408 | 31      |       |
| 20  | 23 | Gino Borsoi          | LAE - UGT 3000           | Aprilia      | 20   | +1 giro   | 10      |       |

### Ritirati
| Nº | Pilota             | Squadra                 | Motocicletta | Giri | Griglia |
| -- | ------------------ | ----------------------- | ------------ | ---- | ------- |
| 26 | Daniel Pedrosa     | Telefonica Movistar jnr | Honda        | 12   | 3       |
| 50 | Andrea Ballerini   | Bossini Fontana Racing  | Aprilia      | 6    | 2       |
| 31 | Ángel Rodríguez    | Valencia Circuit Aspar  | Aprilia      | 6    | 11      |
| 7  | Stefano Perugini   | Italjet Racing          | Italjet      | 5    | 16      |
| 9  | Lucio Cecchinello  | MS Aprilia LCR          | Aprilia      | 3    | 6       |
| 11 | Max Sabbatani      | Bossini Fontana Racing  | Aprilia      | 3    | 13      |
| 34 | Eric Bataille      | Axo Racing              | Honda        | 1    | 29      |
| 37 | William De Angelis | Racing Service          | Honda        | 1    | 27      |
| 28 | Gábor Talmácsi     | Racing Service          | Honda        | 1    | 19      |
| 29 | Ángel Nieto Jr     | Viceroy Team            | Honda        | 0    | 22      |
| 6  | Mirko Giansanti    | Axo Racing              | Honda        | 0    | 25      |